# Craig Joubert
Craig Paul Joubert (Durban, 8 novembre 1977) è un arbitro di rugby a 15 sudafricano, internazionale dal 2003.

## Biografia
Figlio di Des, a sua volta arbitro di rugby, Craig Joubert compì gli studi superiori a Pietermaritzburg, spendendovi i sabati mattina a seguire corsi di direzione di gara ed esercitandosi in occasione degli incontri studenteschi; a 18 anni iniziò a dirigere gare di campionato, e nel 1997, a vent'anni, si recò in viaggio d'istruzione in Inghilterra.
Al ritorno in Sudafrica entrò nei quadri arbitrali della Currie Cup, e nella stagione 2003-04, diresse i suoi primi incontri a livello internazionale, nel corso del torneo a VII Sevens World Series in varie città del mondo (Dubai, Los Angeles, Singapore, Londra).
Già bancario, con studi di economia alle spalle, dal 2005 Joubert è arbitro professionista.
Nel 2005 fu inserito nei quadri tecnici arbitrali del Super 12, e in giugno arbitrò il suo primo full international, il test match tra Stati Uniti e Galles ad Hartford.
Nel 2007 fu designato tra gli ufficiali di gara sudafricani alla Coppa del Mondo di rugby insieme ai colleghi Marius Jonker e Jonathan Kaplan; a differenza loro fu tuttavia impiegato come giudice di linea.
Arbitrò il suo primo incontro del Tri Nations nel corso dell'edizione 2008, a Sydney tra Australia e Nuova Zelanda.
Un anno prima, nel corso del Sei Nazioni 2007, aveva esordito in tale competizione, a Saint-Denis, dirigendo Francia e Scozia.
Per la stagione 2009 Joubert è stato incluso al quarto posto nella classifica di merito dei direttori di gara sudafricani da impiegare nel Super 14.
Nel 2010 ha arbitrato la finale di Super 14 fra gli Stormers e i Bulls.
Selezionato anche per la Coppa del Mondo di rugby 2011, ha diretto quattro partite della fase a gironi, un quarto di finale, la semifinale tra Australia e Nuova Zelanda e, a seguire, anche la successiva finale tra Francia e gli All Blacks.